# Батдалов, Мухтаритдин Магомедович
Мухтаритдин Магомедович Батдалов (20.06.1940-15.08.2022) — российский учёный в области сейсмостойкого строительства, доктор технических наук, профессор, заслуженный деятель науки РФ, член-корреспондент РААСН.
Родился 20 июня 1940 года в селе Нижний Дженгутей ДАССР. Кумык.
Окончил Дагестанский государственный университет им. В. И. Ленина (1965). Работал там же ассистентом кафедры строительного дела. С 1968 г. учился в аспирантуре Московского инженерно-строительного института им . В. В. Куйбышева, в 1971 г. защитил кандидатскую диссертацию.
Доцент, с 1982 года заведующий кафедрой «Строительные материалы, основания и фундаменты» Дагестанского политехнического института (позже его кафедра называлась «Строительные конструкции» и «Сейсмостойкое строительство»). С 1992 года — проректор по научной работе ДагПТИ.
Основные научные направления: разработка новых материалов и технологий; разработка новых типов строительных конструкций для работы в условиях воздействия высокоскоростных тел и взрывной ударной волны.
Доктор технических наук, профессор, член-корреспондент РААСН.
Заслуженный деятель науки Российской Федерации (25.12.2002).
Сочинения:
- Расчет трехслойных конструкций с дискретным заполнителем [Текст] / О. М. Устарханов, М. М. Батдалов, Х. М. Муселемов. — Махачкала : Aleph, 2014. — 159 с. : ил.; 21 см; ISBN 978-5-4242-0307-7 : 500 экз.
- Расчет зданий и сооружений на особые воздействия-специальный курс [Текст] : [учебное пособие для студентов, обучающихся по направлению 270100 «Строительство» / [М. М. Батдалов и др.]; под ред. М. М. Батдалова. — Махачкала : Риасофт, 2010. — 273 с. : ил., табл.; 29 см; ISBN 978-5-91710-017-3
- Проектирование и расчет строительных конструкций с основами САПР : Учеб. пособие для студентов, обучающихся по специальности «Пром. и гражд. стр-во» / Батдалов М. М., Устарханов О. М., Булгаков А. И., Мантуров З. А.; М-во общ. и проф. образования РФ. Дагестан. гос. техн. ун-т. — Махачкала, 1999. — 115 с. : ил., табл.; 20 см; ISBN 5-230-12821-6